# Grenz-Dokumentationsstätte Lübeck-Schlutup

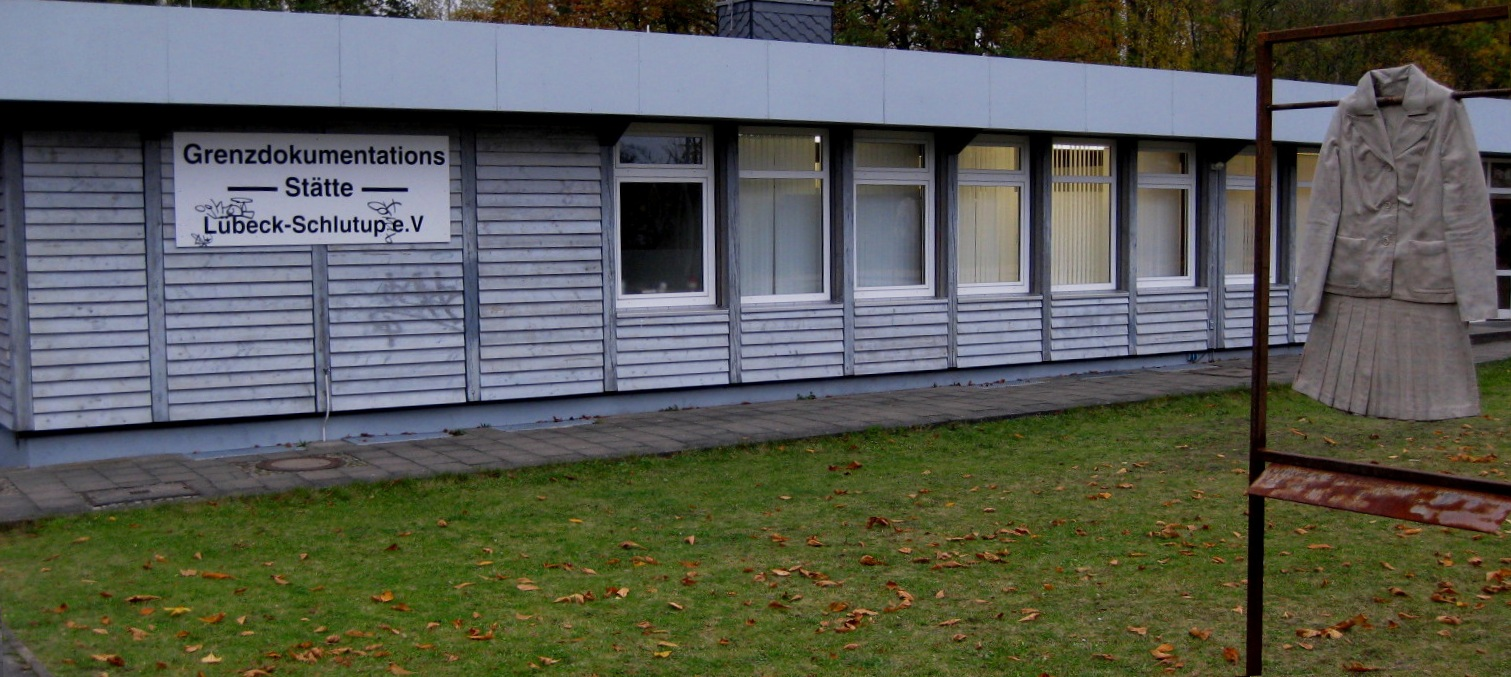
Grenz-Dokumentationsstätte 2009 mit einem Teil der Installation „Erstarrung“ von Renate U. Schürmeyer

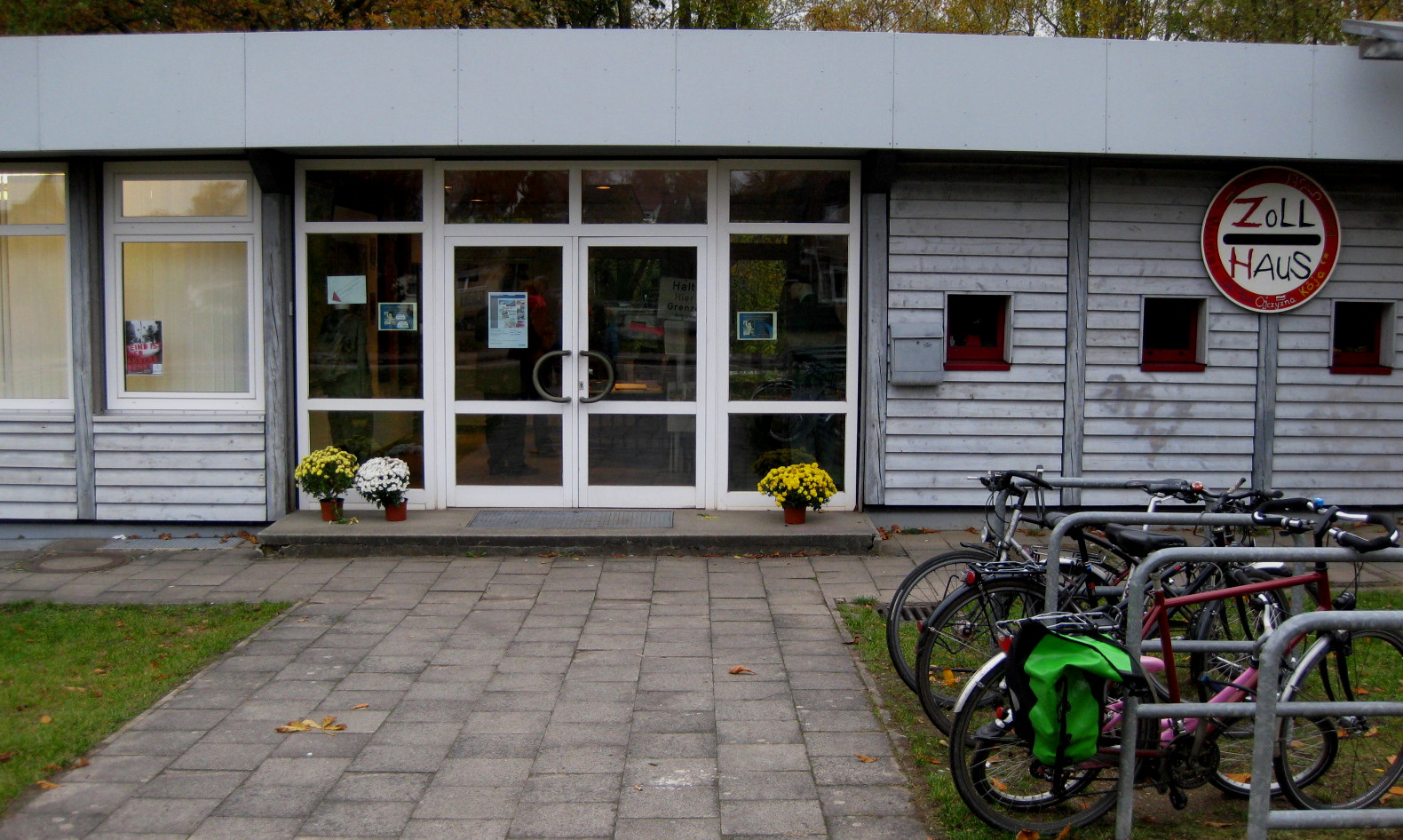
Grenz-Dokumentationsstätte, Eingang

Die Grenz-Dokumentationsstätte Lübeck-Schlutup (eigene Benennung: Grenzdokumentations-Stätte Lübeck-Schlutup e. V.) ist eine Erinnerungsstätte an die Zeit der Teilung Deutschlands in der Mecklenburger Straße 12 im Stadtteil Schlutup der Hansestadt Lübeck.

## Lage
Das Gebäude liegt in der Mecklenburger Straße. Sie war Teil der Bundesstraße 104, die später verlegt wurde. Schlutup und seine Grenz-Dokumentationsstätte sind seitdem nur noch über die Ausfahrt von der Umgehungsstraße, die neue Trasse der Bundesstraße 104, zu erreichen.
Die Dokumentationsstätte befindet sich an der ehemaligen innerdeutschen Grenze zwischen Schleswig-Holstein und Mecklenburg-Vorpommern in einem früheren Zollgebäude, das auf westdeutscher Seite zum Grenzübergang Schlutup gehörte. Er war der nördlichste Grenzübergang zwischen der Bundesrepublik Deutschland und der Deutschen Demokratischen Republik. Der Grenzübergang diente dem Transitverkehr über die Häfen von Rostock und Rügen nach Skandinavien, als Zufahrt zur VEB Deponie Schönberg, dem kleinen Grenzverkehr und der allgemeinen Aus- und Einreise in die DDR. Das entsprechende Grenzgebäude auf dem Gebiet der DDR wurde nach 1989 abgerissen.
Die Dokumentationsstätte ist über den Iron Curtain Trail erreichbar, der als Europas längster Fernradweg entlang des ehemaligen Eisernen Vorhangs von Norwegen bis zum Schwarzen Meer verläuft.

## Geschichte
Träger der Dokumentationsstätte ist der Förderverein Grenzdokumentations-Stätte Lübeck-Schlutup e. V., die Stadt Lübeck stellt das 1999 vom Bund angekaufte Gebäude zur Verfügung und trägt die Nebenkosten. Zunächst war in Lübeck die Einrichtung eines Grenzmuseums Lübeck in kommunaler Trägerschaft diskutiert worden. Davon rückte die Stadt 1999 aus Kostengründen ab. Im selben Jahr schlossen sich Bürger unter dem Namen Förderverein Grenzmuseum zusammen. Zu den Initiatoren gehörte die Lübecker Bürgerschaftsabgeordnete Ingrid Schatz (CDU). Nach jahrelangem Leerstand wurde das Gebäude saniert. Dabei kamen unter den Wandverkleidungen Stahlkonstruktionen zutage, die das Gebäude abhörsicher machen sollten. Die Dokumentationsstätte wurde am 9. November 2004 eröffnet.
Am Tag der deutschen Einheit 2021 besuchte eine Delegation aus Südkorea unter Leitung des Professors für Politikwissenschaften Gi-Woong Son aus Seoul, der sich auf verschiedene Weise für eine friedliche Wiedervereinigung von Süd- und Nordkorea einsetzt, die Dokumentationsstätte und überreichte deren Initiatorin Ingrid Schatz ein Stück Stacheldraht von der Grenze zwischen Süd- und Nordkorea.
Nach 20 Jahren in Vereinsträgerschaft einigte sich der Verein 2024 mit der Hansestadt Lübeck, die Grenzdokumentationsstätte in einem Dreiervertrag mit dem Land Schleswig-Holstein zum Jahresbeginn 2025 an die Stadt zu übergeben. Eine vom Land in Auftrag gegebene Studie hatte 2023 empfohlen, das Museum weiterzuentwickeln und zu professionalisieren. Einbezogen wird der Teil des Gebäudes, in dem sich bis 2024 ein Jugendtreff befunden hatte.

## Ausstellung

### Erdgeschoss
Mit Fotos, Landkarten, Dokumenten, Uniformen von Zoll- und Grenzbeamten des Bundesgrenzschutzes und der DDR sowie weiteren Exponaten wird die Situation Lübecks und insbesondere Schlutups in der Zeit der Teilung dargestellt. Im Verbindungsgang hinter den Dienstzimmern werden Fotos von den Tagen der Grenzöffnung und Bilder von Schlutup und dem benachbarten Selmsdorf gezeigt. Eine Kopie des Schießbefehls dokumentiert die Voraussetzungen für die Abgabe von tödlichen Schüssen ohne Warnschuss. Der Grenzverlauf zwischen Priwall, Pötenitzer Wiek, Dassower See, Trave und Schlutuper Wiek ist in einem Relief-Modell festgehalten. DDR-Medaillen, ein Abfertigungsschalter, Schilder „Betreten verboten“ und zusammenklappbare Feldtelefone werden gezeigt. Berichtet wird über Schicksale der Menschen, die ab 1952 in Mecklenburg von der Zwangsumsiedlungen der Aktion Ungeziefer betroffen waren. Ausreiseanträge und Vermerke in Ausweisen machen die Isolierung der ehemaligen DDR-Bürger vorstellbar. Ausgestellt ist etwa ein Schlauchboot, mit dem Ärzte aus Greifswald über die Ostsee nach Westen flohen. Unverändert blieb das ehemalige Arrestzimmer.

### Untergeschoss
Im Untergeschoss wird ein Dokumentarfilm gezeigt, der auch Aufnahmen aus Schlutup und Lübeck nach der Grenzöffnung 1989 enthält. Außerdem befindet sich dort eine Bibliothek.

## Sonderausstellungen
Das Gebäude wird für Sonderausstellungen genutzt, etwa 2006 für eine Wanderausstellung unter dem Titel „Stasi im Ostseeraum“ sowie für Vorträge in Zusammenarbeit mit der Rostocker Außenstelle des Bundesbeauftragten für die Stasi-Unterlagen.
2009 wurde zum 20. Jahrestag der Grenzöffnung vor dem Dokumentationszentrum die temporäre Installation Erstarrung der Künstlerin Renate U. Schürmeyer aufgestellt.

## Umgebung des Gebäudes

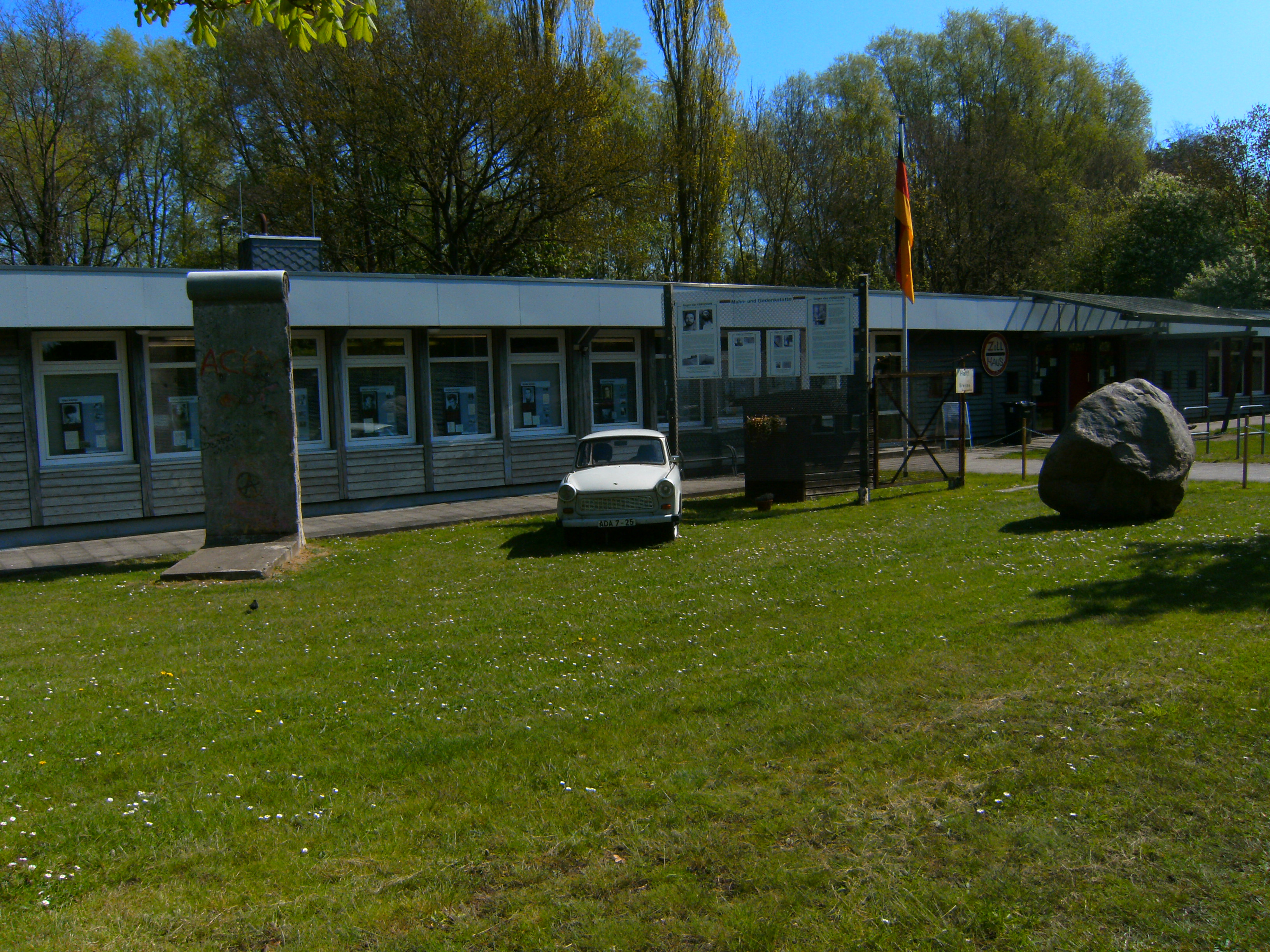
Grenz-Dokumentationsstätte Lübeck-Schlutup mit Mauerfragment aus Berlin, Trabi und Gedenktafel an die Opfer

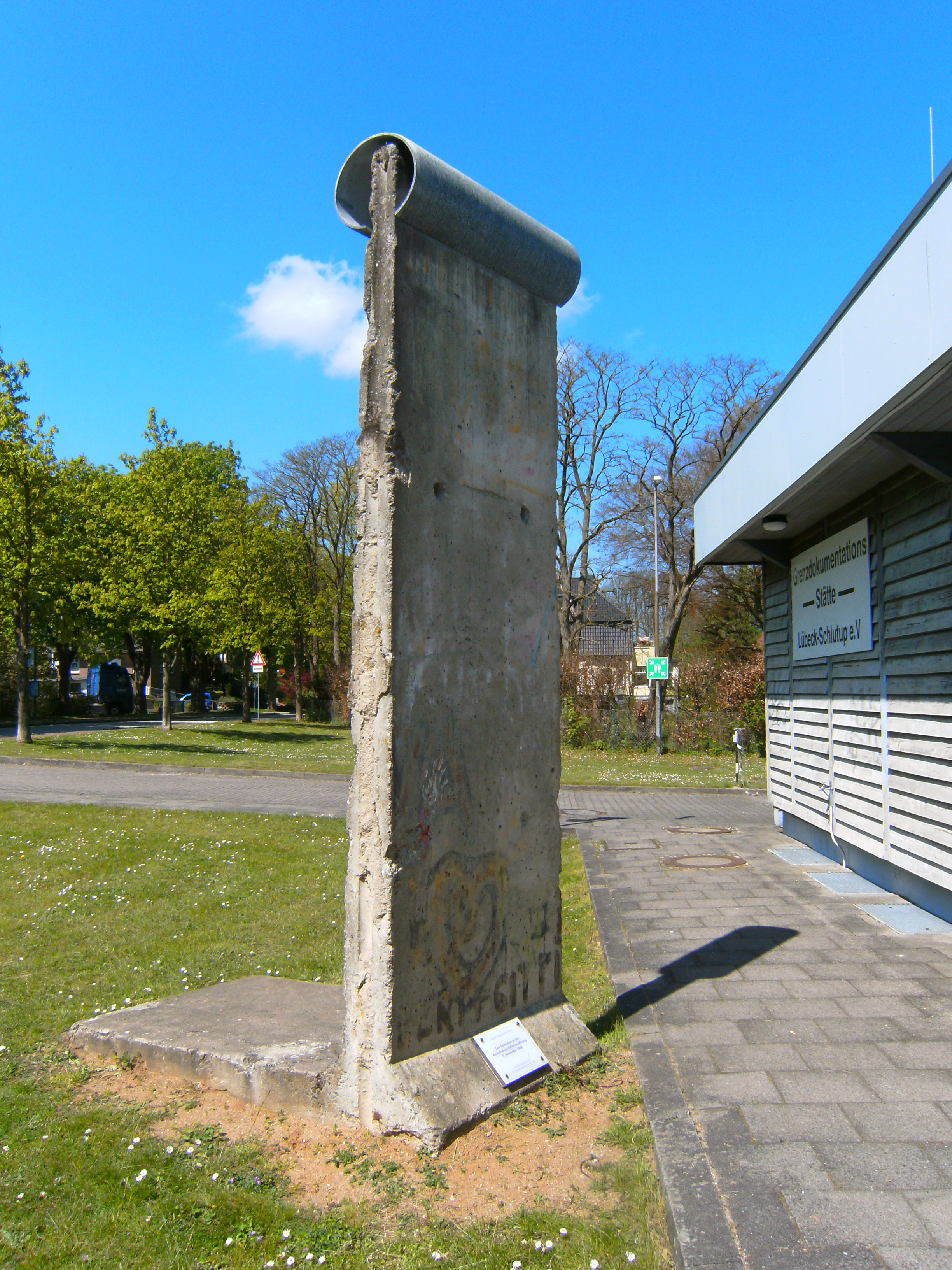
Lübeck-Schlutup: Grenz-Dokumentationsstätte in der Mecklenburger Straße 12. Segment der Berliner Mauer.

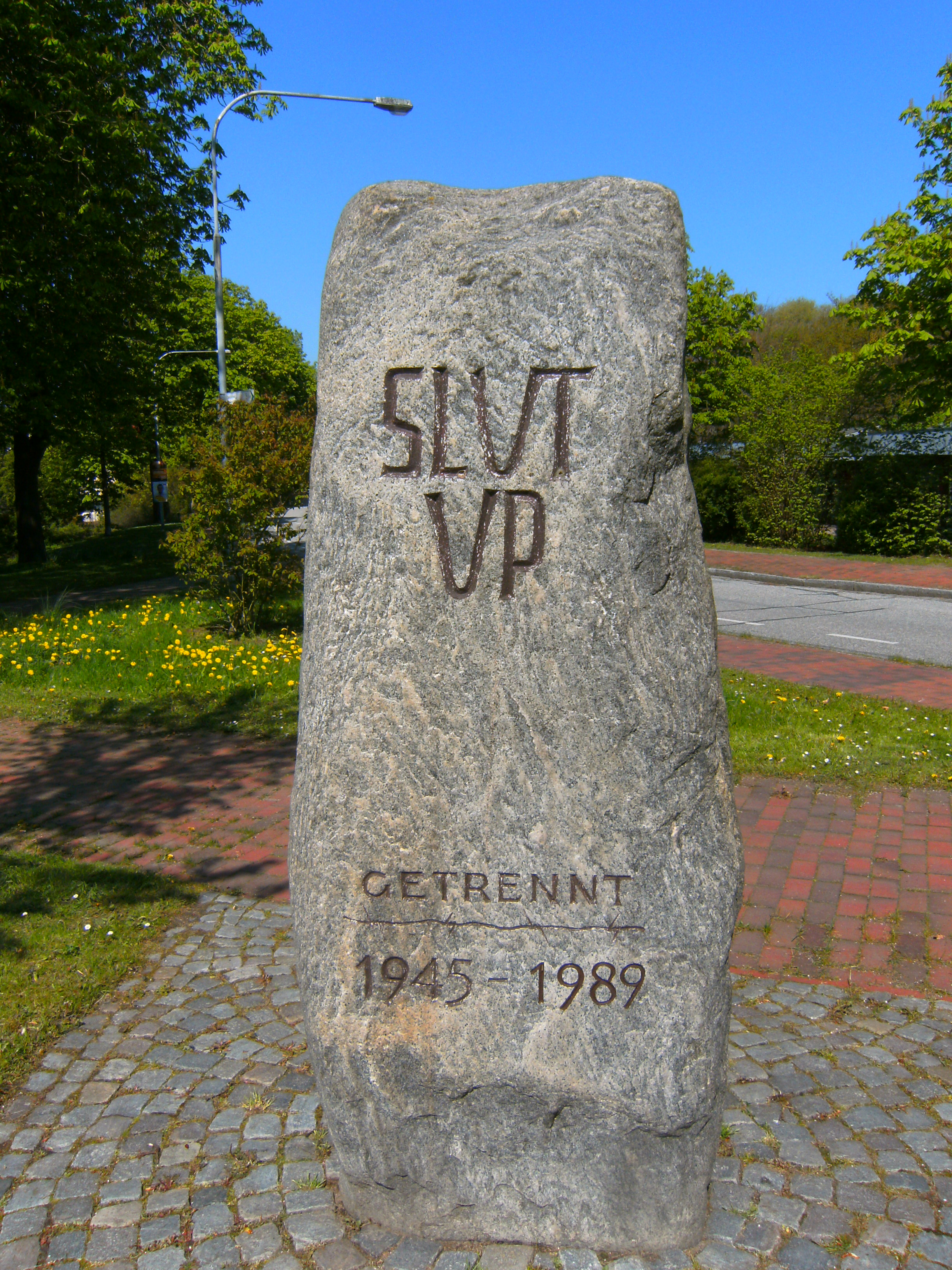
Lübeck-Schlutup: Grenz-Dokumentationsstätte in der Mecklenburger Straße 12. Nahebei der Gedenkstein an die Trennung durch die DDR-Grenze

Vor dem Abfertigungsgebäude befinden sich ein Originalsegment der Berliner Mauer, das Segment eines Grenzzaunes mit einer Gedenktafel für Harry Weltzin und ein Trabant-Auto, um an die damalige Zeit zu erinnern. In etwa 200 Meter Entfernung an der Mecklenburger Straße erinnert ein Gedenkstein mit dem niederdeutschen Aufruf Slut up an die Teilung. Vor der Grenzöffnung wurden an diesem Stein Mahnwachen für die Wiedervereinigung gehalten.